# Ceremonia de apertura de los Juegos Panamericanos de 2019
La ceremonia de apertura de los Juegos Panamericanos de Lima 2019 tuvo lugar el viernes 26 de julio de 2019, en el Estadio Nacional del Perú en Lima, Perú. La producción de la ceremonia de los Juegos estuvo a cargo de la empresa italiana Balich Worldwide Shows. Con este evento finalizó el recorrido de la antorcha de los Juegos Panamericanos de 2019, con el encendido del pebetero por Cecilia Tait en la ceremonia de inauguración del Estadio Nacional.
Las entradas para la ceremonia costaron entre S/20 a S/400, agotándose las entradas vía web rápidamente. Se estima que alrededor de 400 millones de personas observaron por televisión la ceremonia de inauguración de los Juegos Panamericanos Lima 2019.

## Antecedentes

### Convocatoria de voluntarios
El Comité Organizador de los Juegos Lima 2019 lanzó a fines de marzo una convocatoria denominada "Talento Artístico", para reclutar al cuerpo de voluntarios de baile y figurantes de las 4 ceremonias de los Juegos Lima 2019. Para el 27 de abril de 2019 se habían inscrito a través de la página web oficial, más de 10 000 postulantes, cuyos únicos requisitos era:
- Ser aficionados al arte y la cultura.
- Ser mayores de 16 años cumplidos.
- Ser personas muy apasionadas.

Los talentos artísticos tienen perfiles y habilidades diversas, desde actores, acróbatas y bailarines hasta personas con habilidades específicas como parkour, zancos y cajoneros, todos comprometidos con el nivel de entusiasmo y energía que requerirá Lima 2019. Se esperaba seleccionar entre 2.500 a 3.000 artistas voluntarios que estarán en el Estadio Nacional, bailando como parte de las coreografías o apoyando en la producción del evento.
Los artistas participarán en las Ceremonias de Inauguración y/o Clausura de los Juegos Panamericanos y Parapanamericanos Lima 2019 directamente en el escenario. Las audiciones y convocatoria estuvieron a cargo de la misma Vania Masías, Directora de Coreografía de las Ceremonias, y representantes de Balich WorldWide Shows, empresa italiana líder en la industria de entretenimiento que ha realizado las Ceremonias Olímpicas de los Juegos Olímpicos de Torino 2006, Sochi 2014 y la de Río 2016.
Los voluntarios seleccionados fueron capacitados durante tres meses por Balich Worldwide Shows, y recibieron clases junto a 150 bailarines profesionales y 13 coreógrafos nacionales, liderados por Vania Masías como directora de coreografía. El Ballet Nacional y el Elenco Nacional de Folclore participarán, respectivamente en las ceremonias de inauguración y Clausura de los Juegos Panamericanos y Parapanamericanos Lima 2019. Fue una producción de nivel internacional, que marca el inicio oficialmente de los Juegos Panamericanos Lima 2019.

### Detalles previos
La mañana del 26 de julio de 2019, empezó la expectativa con el lanzamiento de un colorido doodle, que Google había lanzado para celebrar el día de la ceremonia de apertura del evento, siendo la primera vez que Google celebra los Juegos Panamericanos con un doodle.
Casi un mes antes se había anunciado que en la ceremonia estaría el cantante puertorriqueño Luis Fonsi lo que generó mucha mayor expectativa y al igual cuando se anunció que el tenor peruano Juan Diego Flórez participaría en la misma ceremonia. Todos los detalles fueron revelándose por parte de la prensa nacional conforme se iba acercando la fecha de la ceremonia.
El trabajo coreográfico estuvo encabezado por Vania Masías; mientras que la composición de todos los temas que se interpretaron en el escenario fueron arreglos de Lucho Quequezana.

## Ceremonia

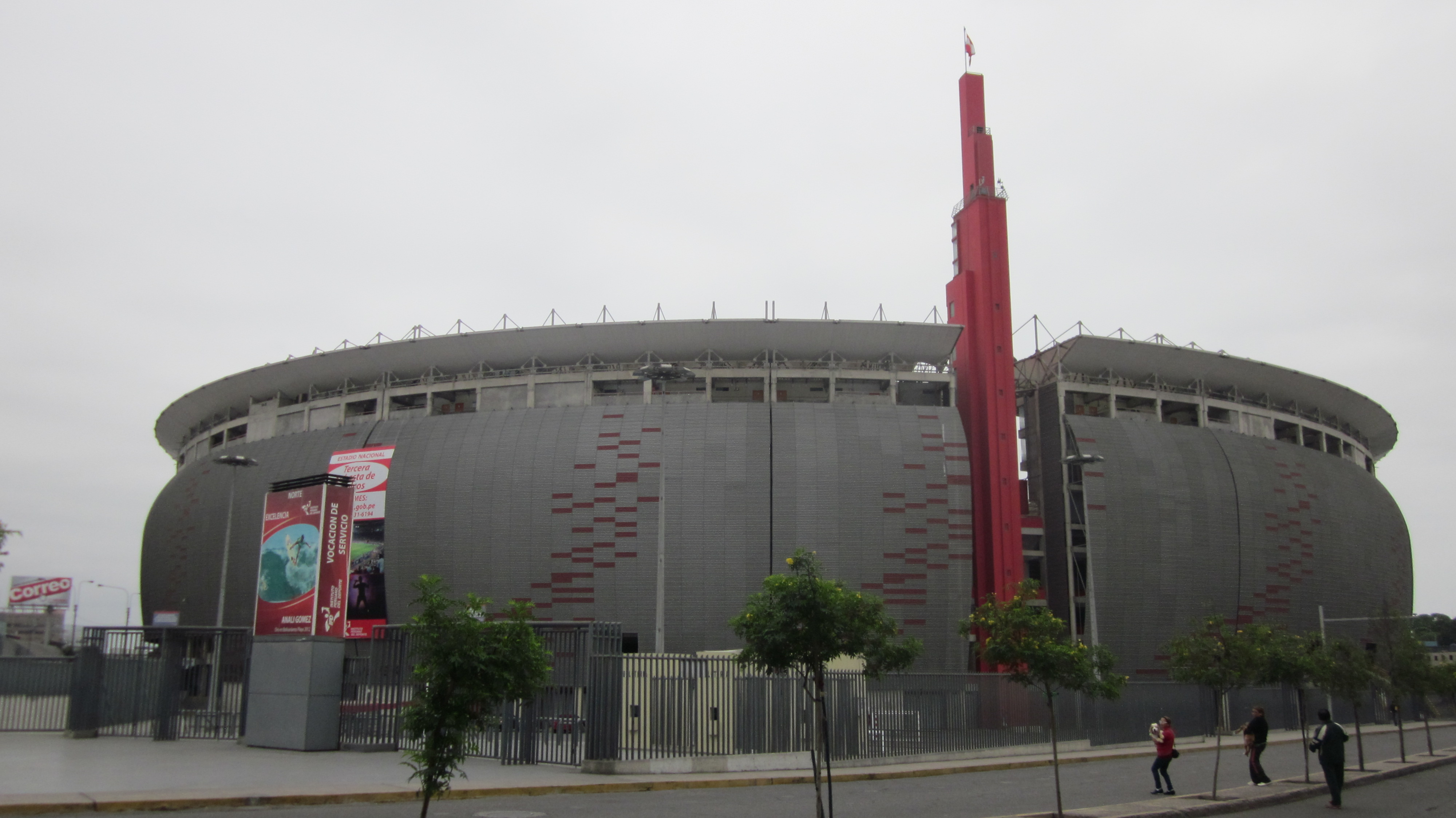
En el Estadio Nacional aconteció la ceremonia de inauguración de los Juegos Panamericanos de Lima 2019

Referencias a los pueblos originarios, la cultura, la geografía y el arte nacionales describieron la ceremonia de inauguración de los Juegos Panamericanos Lima 2019, el viernes 26 de julio, con la participación de unos 1.700 artistas, entre bailarines, acróbatas y músicos, así como el cantante puertorriqueño Luis Fonsi y el tenor peruano Juan Diego Flórez. 
La imagen constante y unificadora del espectáculo fue una colosal pieza de escenografía, con forma de montaña inspirada en el Nevado Pariacaca, una montaña clave para la cosmovisión de los incas en la cordillera de los Andes. Sobre esta se proyectaron los logotipos de todos los Juegos Panamericanos, desde Juegos Panamericanos de Buenos Aires 1951, mientras se realizaba una cuenta regresiva hacia el comienzo de la ceremonia.

### Desarrollo
El show inaugural de los Juegos Panamericanos 2019 inició a las 19.00 horas (hora peruana) con un gran juego de luces. Minutos después se escuchó el poema llamado El Perú, de Marco Martos, recitado en 50 lenguas del país (considerando también el lenguaje de señas). La versión en español fue recitada tras escenario por la primera actriz Delfina Paredes, quien dio voz a la Pachamama durante la ceremonia. Uno de los momentos más destacados fue la entonación del Himno Nacional del Perú en lengua de señas, mientras se izaba el pabellón nacional.
Posteriormente aparecieron chasquis en el escenario, quienes tuvieron una competencia amistosa con fondistas modernos, que personificaron a los 41 países participantes en estos Juegos, realizando una coreografía derivada de la danza de las tijeras y al son de pututus. Este segmento se basó en el ritual inca del warachikuy. 
Momentos después la primera actriz Delfina Paredes recitó otro poema, mientras se dibujaban constelaciones en la montaña, entre ellas la Yacana. Posteriormente aparecieron en el escenario pescadores en caballitos de totora y surfistas modernos, entre ellos Rocío Larrañaga, mientras se reflejaban el distrito limeño de Miraflores y la Costa Verde en la montaña.
Luego un total de 15 parejas bailaron los cinco estilos de marinera: la limeña, la norteña, la puneña, la ayacuchana y la lamista. Para las 19:24 horas, caballos de paso al ritmo de marinera peruana, bailarines con vestidos de la flor de amancaes y cajoneros vestidos de rojo y blanco pusieron una espectacular coreografía.
Para las 19:30 horas el guitarrista y compositor Charlie Parra del Riego deslumbró un solo de guitarra eléctrica en lo alto de la representación del Nevado Pariacaca en compañía de un grupo de percusión que hacía resonar un festejo a ritmo de 264 cajoneros. Luego fue interpretado por el cantautor Guillermo Bussinger, el músico Pelo d'Ambrosio y las cantantes Sandra Muente y Shantall la canción «Jugamos Todos», canción oficial de los Juegos Panamericanos y los Parapanamericanos.
Para las 19:36 horas el desfile de las delegaciones había iniciado con Argentina; se realizó teniendo como fondo la canción «Mi auto era una rana» de Pedro Suárez Vértiz. La canción «Hoy» escrita por Gianmarco e interpretada en la voz de Gloria Estefan, también se escuchó previa a la entrada de la delegación de Bahamas. Al igual de «¿Cómo le hago?» de Ezio Oliva, Anna Carina con su tema «Callao» y «Akundún» de Miki González fueron parte de la cortina musical al ingreso de las 41 distintas delegaciones. Finalmente y como es tradición en este tipo de ceremonias deportivas, la delegación local, la peruana, fue la última en salir al campo del Estado Nacional con 592 atletas al son de «Cariñito» y «Ya se ha muerto mi abuelo», cumbias peruanas clásicas interpretadas por el grupo local Bareto. Los guías portadores de cada delegación aparecieron vestidos como ekekos y portando un cartel con el nombre del país en el arte chicha de Elliot Túpac, mientras se proyectaba en la montaña un paisaje famoso del país que desfilaba en ese momento en modo mapping.
Para las 20:31 horas se realizó un místico ritual de pago a la Pachamama (Madre Tierra). Los asistentes a la inauguración de Lima 2019 cantaron a viva voz «Cómo no te voy a querer» mientras unos actores subían la montaña, simulando ser turistas y mostrando diferentes paisajes del Perú. Terminaron en la selva peruana, con centenares de voluntarios escenificando la flora y fauna que viven en la Amazonia, además de rendir homenaje a los chamanes y la aparición de la Yacumama reflejada en la montaña, basada en los diseños kené de Olinda Silvano. 
Para las 20:38 horas ingresaron comitivas representando las fusiones culinarias que se viven en el Perú, como la japonesa, la china, la africana y la española, por mencionar algunas. Desde una plataforma elevada apareció el chef limeño Mitsuharu Tsumura, más conocido como "Misha". 
Después se escuchó el poema Raíces profundas que nos unen a la tierra, recitado por la primera actriz Delfina Paredes, para después rendir homenaje a los telares peruanos. A las 20:46 horas sonó en el estadio la voz de Yma Súmac, la soprano que puso en relieve al Perú en los años cincuenta especialmente, con una vibrante interpretación futurista de «El cóndor pasa» a cargo de la violinista y artista experimental Pauchi Sasaki, mientras se realizó un espectacular desfile de moda peruana de 18 diseñadores, seguido de la aparición de las tapadas limeñas y una escenificación de la vida en la época colonial inspirada en las acuarelas de Pancho Fierro.
Más tarde, las laderas de la montaña se emplearon como una pantalla sobre la que se proyectó el rostro de Chabuca Granda, la cantautora del folclor peruano, fallecida en 1983. Y cuando su voz resonó en una grabación diciendo «Te amo, Perú», a los pocos segundos ingresó en escena el reconocido tenor Juan Diego Flórez, quien se le unió en la interpretación de «Bello Durmiente», para posteriormente él cantar «La flor de la canela»,. En las últimas notas, todos los presentes se pusieron de pie, incluido el presidente de la República, Martín Vizcarra, entre los asistentes de honor a la gala inaugural. Terminó la parte artística de la ceremonia con una representación de la cultura chicha, mientras se proyectaba en la montaña el cerro San Cristóbal y los nombres de los países participantes en el estilo como aparecieron en los carteles de cada delegación.
Continuaron los discursos del presidente del COPAL, Carlos Neuhaus y de Martín Vizcarra, presidente del Perú.

"Estimados amigos de los 41 países de América y el mundo, Bienvenidos sean todos ustedes a la mayor fiesta deportiva del continente, el Perú, tierra de grandes culturas y de una historia milenaria, los recibe con los brazos abiertos. Hoy 26 de julio declaro solemnemente inaugurados los décimo octavos Juegos Panamericanos Lima 2019"
Martín Vizcarra Cornejo, Presidente del Perú; en la Ceremonia de Inauguración de los Juegos Panamericanos Lima 2019

El secreto mejor guardado de las ceremonias inaugurales se develó a continuación. Cecilia Tait, integrante de la selección peruana de voleibol que consiguió la medalla olímpica de plata en Seúl 1988, fue la encargada de encender el pebetero, cuyo diseño se basó en una imagen del sol cuya base representa el Intihuatana. Previo al encendido, ingresaron al escenario bailarines personificando a diferentes culturas prehispánicas peruanas, mientras diferentes huacas aparecieron en la montaña. Esto dio pie a que apareciera Edith Noeding, portando la antorcha panamericana. Posteriormente, Ariana Baltazar Miñán (judoca) y Carlos "Nano" Fernández (tenista de mesa) tomaron el relevo, representando a las nuevas generaciones. Subieron la montaña para entregar la antorcha a Lucha Fuentes, multicampeona sudamericana y medallista panamericana, quien se encargó de llevar en todo lo alto el fuego panamericano para luego darle la posta a Cecilia Tait, «la Zurda de Oro», una de las mejores voleibolistas peruanas de toda la historia.
Con ello, el cantante y músico puertorriqueño Luis Fonsi cerró la inauguración de los Juegos Lima 2019, cantando «Imposible» junto a Leslie Shaw, además de «Calypso», «Échame la culpa», «Date la vuelta», «No me doy por vencido», «Party Animal» y «Despacito» ante un gran despliegue de bailarines, seguidamente de un extraordinario juego de fuegos artificiales.